# جمعية غيانا الوطنية
جمعية غيانا الوطنية (بالإنجليزية: National Assembly)‏ هي الهيئة التشريعية في غيانا، التي تأسست في 26 مايو 1966، وتتكون من 65 مقعداً، يقع المقر الرئيسي لها في جورج تاون، وتبلغ عدد دوائرها الانتخابية 10 دائرة.